# Søbred med småurter
Ved søbred med småurter forstås områder ved søer og vandhuller, hvor der vokser små amfibiske planter på lavt vand eller på tidvis udtørret bund. Kendetegnende for sådanne søer er, at de har ret næringsfattigt vand, at de kan være små og periodevis udtørrede.
Søbred med småurter er en betegnelse for en naturtype i Natura 2000-netværket, med nummeret 3130.

## Plantevækst
Karakteristiske planter på sådanne vandhulsbredder er strandbo, vandranke, aflangbladet vandaks, pilledrager, liden siv, nålesumpstrå, spæd pindsvineknop, bækarvearter, brun fladaks, dyndurt, børstekogleaks, tudsesiv og liden tusindgylden.

## Geografisk udbredelse
Udbredelsen i Danmark er ikke særlig godt kendt. Den kan forekomme med små arealer i form af vandhuller i næringsfattige miljøer som heder og plantager. Visse steder vil naturtypen kunne træffes ved bredden af lobeliesøer, kransnålalge-søer eller andre søtyper.